# Schulhaus Buechen
Das Schulhaus Buechen steht im Dorf Staad in der politischen Gemeinde Thal im Kanton St. Gallen in der Schweiz an der Steigstrasse 1. Es wurde 2013 nach Plänen der Schweizer Architektin Angela Deuber gebaut und beinhaltet eine Primarschule und einen Kindergarten.

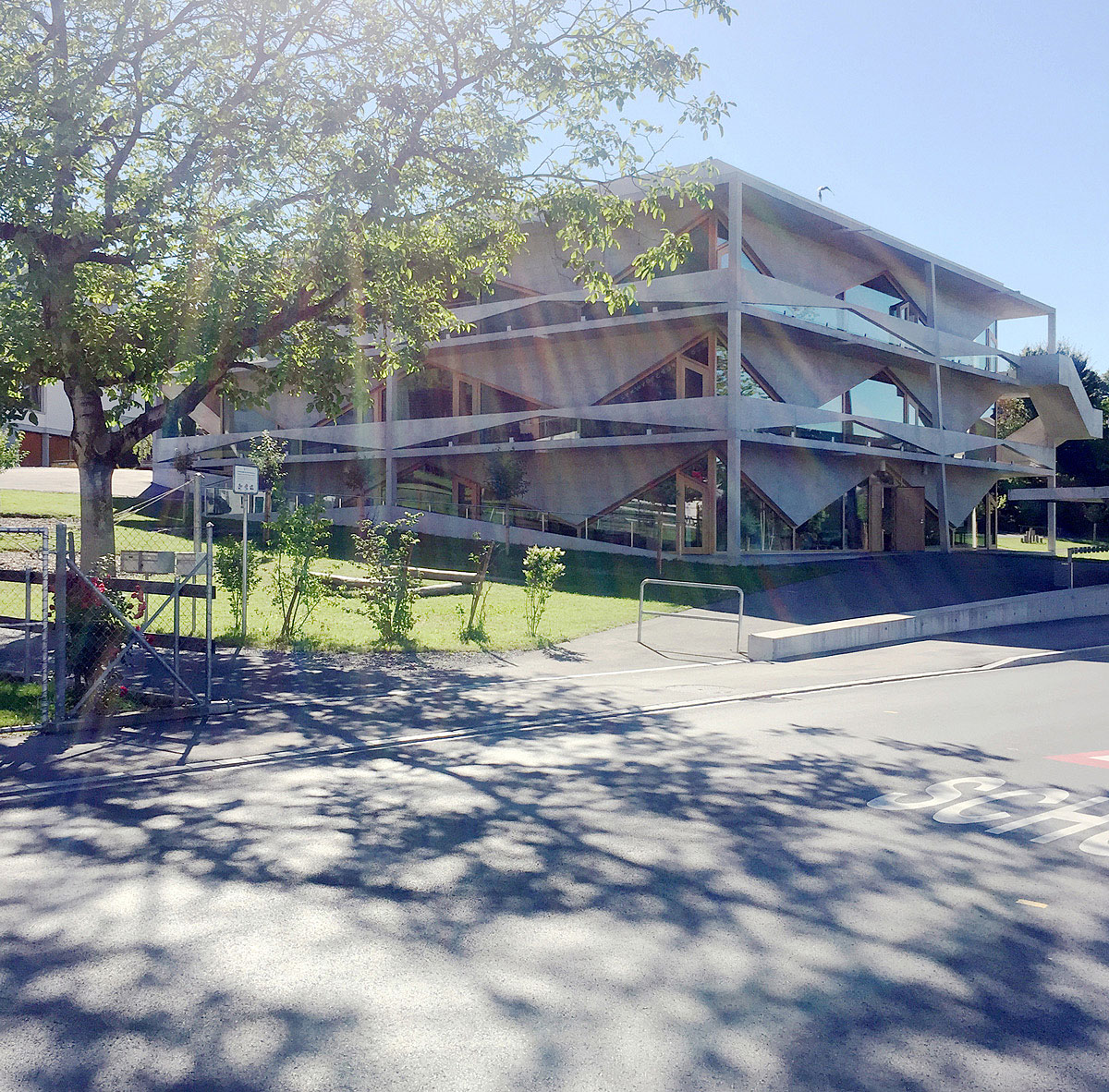
Schulhaus Buechen

## Geschichte

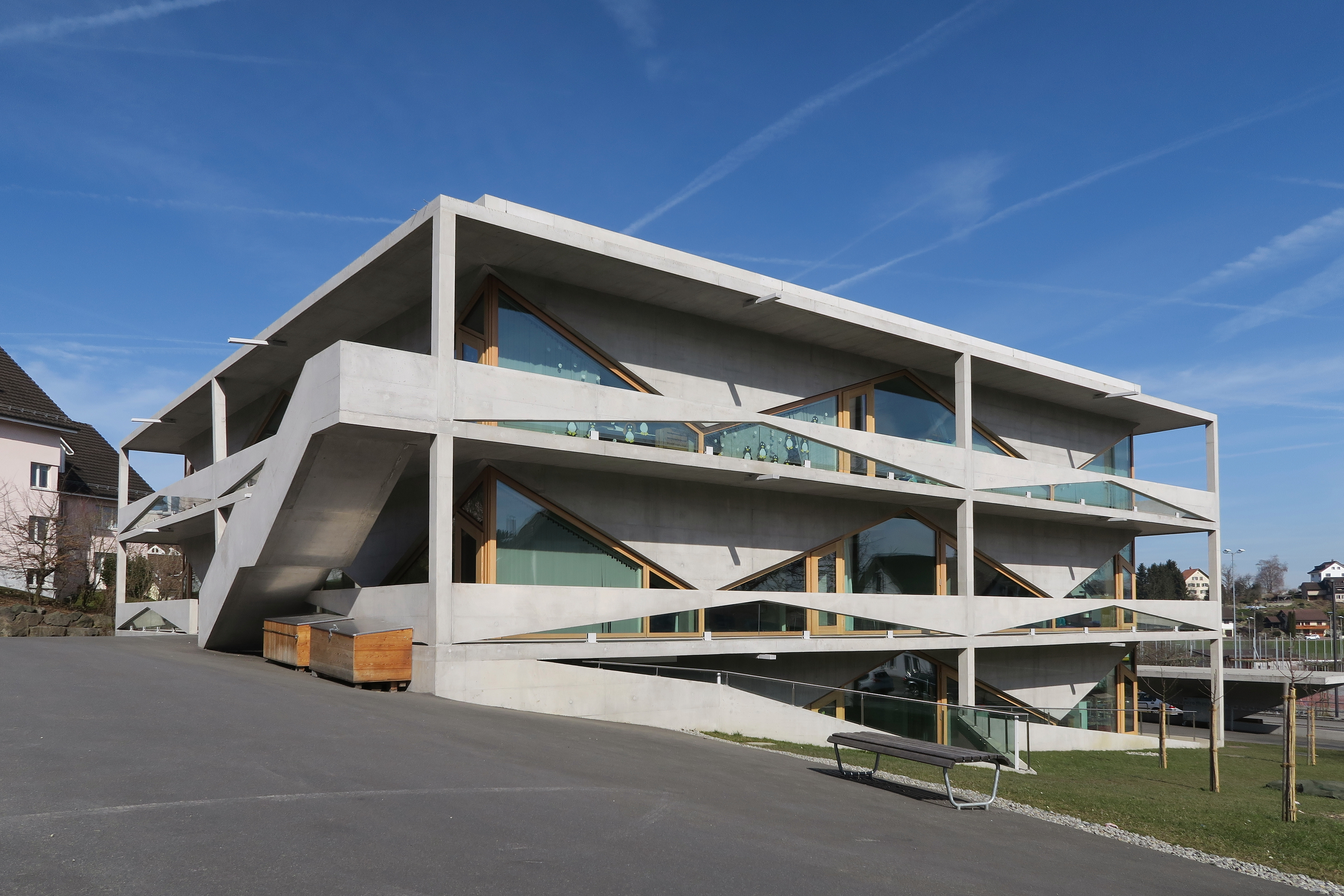
Schulhaus Buechen

Das alte Schulhaus von Buechen wurde abgebrochen. 2009 schrieb die Politische Gemeinde Thal einen Wettbewerb für ein neues Schulhaus aus, den die junge Zürcher Architektin Angela Deuber gewann.
Deuber realisierte das Schulhaus von 2010 bis 2013 mit Bauleiter Heinz Hafner. Der Churer Bauingenieur Patrick Gartmann ist verantwortlich für die Tragwerksplanung. Landschaftsarchitekt war dem Berner Maurus Schifferli, und die provisorische Ausführungsplanung übernahm Thomas Mellinger.
Angela Deuber erhielt im Jahr 2017 für das Schulhaus den mit 50'000 Schweizer Franken dotierten Architekturpreis Beton.

## Architektur
Prägendes Element der Fassade sind Dreiecke aus Beton. Zusammen mit der Kirche bildet der Neubau die Mitte des neu gestalteten Dorfzentrums in der Gemeinde Thal. Die Architekturzeitschrift Hochparterre schreibt: Angela Deubers Schulhaus Buechen in Thal überzeugte die Jury durch einfache Regeln und gezielte Ausnahmen, die dem Gebäude im Zusammenspiel mit den tragenden Elementen und dem hervorragend verarbeiteten Sichtbeton eine beschwingte Leichtigkeit verleihen. Auch die Zeitschriften Baumeister, Baunetz und Deutsche Bauzeitschrift berichteten über das Schulhaus.

«Aus einem streng geometrischen Formrepertoire entsteht ein dichter Raumkörper, der trotz imposanter Präsenz ein ausgewogenes physisches Verhältnis zur Umgebung herstellt. Strukturell verbinden sich die verschiedenen Tragebenen zu einem zusammenhängenden Gesamtsystem, dessen ausbalancierter Kräfteverlauf zu einer fein elaborierten Dimensionierung und Komposition der konstruktiven Elemente führt.»

## Auszeichnungen und Preise
- 2017: Hauptpreis Architekturpreis Beton

## Film
- Porto Academy Summer School 2015 Angela Deuber Lecture (auf YouTube)